# جو هوفر
جو هوفر (بالإنجليزية: Joe Hoover)‏ هو لاعب كرة قاعدة أمريكي، ولد في 15 أبريل 1915 في براولي في الولايات المتحدة، وتوفي في 2 سبتمبر 1965 في لوس أنجلوس في الولايات المتحدة.

## روابط خارجية
- جو هوفر على موقعبيزبول رفرنس.كوم (الدوري الرئيسي) (الإنجليزية)